# Jozef Kvasnica
Jozef Kvasnica (17. března 1930 Tunežice, Československo – 23. listopadu 1992 Praha) byl československý teoretický fyzik, profesor Univerzity Karlovy v Praze, kde působil na Katedře teoretické fyziky Matematicko-fyzikální fakulty. Napsal řadu vysokoškolských učebnic z fyziky.

## Život
Své mládí prožil Jozef Kvasnica v slovenských Tunežicích. Po maturitě na klasickém gymnáziu v Trenčíně studoval fyziku na Přírodovědecké fakultě Univerzity Karlovy v Praze. Po studiích odjel do Moskvy, kde absolvoval náročnou aspiranturu u Lva Davidoviče Landaua, pozdějšího držitele Nobelovy ceny za fyziku, i když kandidátskou práci obhajoval až zpět v Československu.
Po návratu pracoval nejprve na Fakultě technické a jaderné fyziky ČVUT a od roku 1965 až do své smrti působil na Matematicko-fyzikální fakultě Univerzity Karlovy v Praze. Nejprve nastoupil na Katedru teoretické fyziky a když tato katedra byla v roce 1976 administrativně rozpuštěna, stal se do roku 1986 vedoucím nové Katedry matematické fyziky, která byla v roce 1991 opět přejmenována na Katedru teoretické fyziky.
Jozef Kvasnica byl též proděkanem na MFF UK a dlouhá léta byl šéfredaktorem anglického vydání Československého časopisu pro fyziku.

## Publikační činnost
Jozef Kvasnica je především autorem a výjimečně spoluautorem mnoha vysokoškolských učebnic zaměřených na různé partie fyziky a několika populárně-naučných knih z fyziky a matematiky
- KVASNICA, Jozef. Úvod do teorie atomového jádra I. Praha: SNTL, 1961. (Skriptum FTJF ČVUT).
- KVASNICA, Jozef; JANOUCH, František. Úvod do teorie atomového jádra II. Praha: SNTL, 1963. (Skriptum FTJF ČVUT).
- KVASNICA, Jozef. Termodynamika. Praha: SNTL, 1965.
- KVASNICA, Jozef. Statistická fyzika. Praha: Academia, 1983, 1998.
- KVASNICA, Jozef. Teorie elektromagnetického pole. Praha: Academia, 1985.
- KVASNICA, Jozef. Kvantová fyzika. Ústí n. L.: Pedagogická fakulta, 1985.
- KVASNICA, Jozef. Priekopníci modernej fyziky. Bratislava: Smena, 1987.
- KVASNICA, Jozef, et al. Mechanika. Praha: Academia, 1988.
- KVASNICA, Jozef. Matematický aparát fyziky. Praha: Academia, 1989, 1997.

Dále publikoval řadu odborných článků z různých oborů fyziky převážně v Czechoslovak Journal of Physics, jejichž je téměř vždy jediným autorem s výjimkou článku s Jiřím Horáčkem, kterému vedl diplomovou i kandidátskou práci. Mezi jeho odborné práce patří např.
- KVASNICA, Jozef; HORÁČEK, Jiří. Bremsstrahlung of hot quantum plasma. Czech. J. Phys. B. 1975, sv. 25, s. 325. doi:10.1007/BF01589628.
- KVASNICA, Jozef. Solution of a class of kinetic equations. Czech. J. Phys. B. 1981, sv. 31, s. 1238–1239. doi:10.1007/BF01603582.
- KVASNICA, Jozef. Diffusion in multicomponent systems. Czech. J. Phys. B. 1982, sv. 32, s. 19–21. doi:10.1007/BF01597540.
- KVASNICA, Jozef. The inverse problem for diffusion equations. Czech. J. Phys. B. 1985, sv. 35, s. 490–493. doi:10.1007/BF01595463.
- KVASNICA, Jozef. Exact solutions for electromagnetic waves in inhomogeneous media. Czech. J. Phys. B. 1985, sv. 35, s. 1205–1208. doi:10.1007/BF01597005.
- KVASNICA, Jozef. Possible anomalies in multicomponent diffusion. Phys. Stat. Sol. 1989, sv. B151, s. 39. doi:10.1002/pssb.2221510105.

K jeho nejdůležitějším článkům patří práce věnované teorii difuze, v nichž publikoval objev tzv. obrácené difuze, kdy dochází k transportu částic z místa s menší koncentrací do místa s vyšší koncentrací.
Napsal také několik populárně naučných článků a recenzí do časopisů Pokroky matematiky, fyziky a astronomie a Československý časopis pro fyziku.